# Morbius
Il dottor Michael Alexander Morbius è un personaggio dei fumetti statunitensi creato da Roy Thomas (testi) e Gil Kane (disegni), pubblicato dalla Marvel Comics. Detto anche "Morbius il vampiro vivente", è apparso la prima volta in Amazing Spider-Man (prima serie) n. 101 (ottobre 1971). È un antieroe, con i lati buoni propri della forma umana alternati agli istinti primordiali vampireschi non appena torna la "sete", nonché uno dei nemici e avversari dell'Uomo Ragno, di Blade e di Ghost Rider.

## Biografia del personaggio

Disegno di Kane e Tom Palmer

Michael Morbius è un brillante scienziato affetto da leucemia a cui restano solo pochi giorni di vita. Per cercare di salvarlo, il suo amico Emil Nikos gli inietta il sangue di un pipistrello vampiro. Michael entra poi in una macchina di sua invenzione, azionata da Emil, la quale però causa un terribile effetto al corpo dello scienziato, trasformandolo in una creatura orripilante, animata da una spaventosa sete di sangue.
Per sfortuna di Morbius gli elettroshock arginano in qualche maniera il liquido inoculato nel suo organismo. Il docile e pacato ricercatore comincia a cambiare aspetto e si trasforma in un mostruoso essere, del tutto simile, per aspetto ed abitudini, a un vampiro: la sua pelle sbianca completamente diventando cadaverico come la morte, i suoi canini si ingrandiscono fino a diventare affilati come rasoi, i suoi lineamenti diventano simili a quelli di una bestia, la sua forza triplica, per venire infine assalito da un'enorme sete di plasma. Incapace di governare la propria sete Morbius attacca e massacra l'amico Nikos. Mentre Morbius sta per ingerire il corpo senza vita di Nikos, si rende conto di ciò che era divenuto e scappa lasciando lì il cadavere dell'amico. Da quel momento Morbius non si dà più pace: isolato da tutti in una capanna desolata, riesce a riacquistare le forze grazie ad un lungo sonno popolato da sogni sulla vita passata, sulla sua fidanzata Martine Bancroft e su Emil. Al suo risveglio si ciba del sangue di un senzatetto.
Recatosi alla casa del dottor Connors, Morbius vi trova l'Uomo Ragno, intento a cercare una cura in grado di eliminare le quattro braccia supplementari che per errore aveva creato lui stesso. Lo scontro fra i due viene inizialmente vinto da Morbius, ma il Dr Connors irrompe nel laboratorio trasformandosi in Lizard. Nello scontro che ne segue l'Uomo Ragno affianca Lizard sperando che il Dr Connors possa poi aiutarlo nella sua ricerca di una cura. Morbius è costretto a fuggire e il Dr Connors riesce a elaborare una cura per l'Uomo Ragno.
Anche Martine Bancroft si reca dal Dr Connors per pregarlo di salvare Michael e racconta all'Uomo Ragno la storia dello sfortunato fidanzato. Morbius torna però a casa del Dr Connors per rubare la pozione destinata all'Uomo Ragno. Nella lotta per il possesso della fiala, alla fine è l'Uomo Ragno che ha la meglio, mentre Morbius cade in acqua. Lizard torna umano e l'Uomo Ragno riesce a bere la pozione, facendo  sparire le quattro braccia supplementari.
In seguito Morbius viene attaccato da Blade, il quale lo considerava un vampiro come gli altri. Questo scontro lo cambia, facendolo convertire al bene. Decide quindi di unirsi ai Figli della Mezzanotte, il gruppo di cacciatori di vampiri guidati dallo stesso Blade.

### Civil War
Durante Civil War, Morbius si schiera a favore dell'Atto di registrazione e viene incaricato dallo S.H.I.E.L.D. di catturare Blade e di convincerlo a registrarsi.

### A.R.M.O.R.
Da dopo la guerra civile Michael lavora con l'A.R.M.O.R., un'organizzazione con il compito di tenere d'occhio l'attività extra-dimensionale sul pianeta. Quando alcuni abitanti di un universo parallelo popolato da zombie sono arrivati nella palude dell'Uomo Cosa, la squadra è stata incaricata di investigare. Morbius è stato sconfitto e sostituito da una versione zombie di se stesso. Un membro dell'A.R.M.O.R. lo ha scoperto, ma poi è stato morso dallo zombie; Morbius ha poi sconfitto la sua controparte e trovato la cura per guarire gli zombie.

### Spider-Island
Successivamente, il dottore venne assunto in segreto alla Horizon Labs, con l'aiuto del capo del laboratorio (suo vecchio amico) Max Modell. Durante l'epidemia di Spider-Island Morbius lavora con Mister Fantastic per trovare una cura al ragno-virus creato dallo Sciacallo.

### Senza ritorno
Morbius dissotterra il cadavere di Billy Connors per trovare una cura per le condizioni sue e di Lizard. Inizialmente la cura riporta Lizard alla forma umana, ma la personalità rimane quella del rettile: l'alter ego di Connors rilascia sangue nelle prese d'aria del laboratorio spingendo Morbius ad attaccare gli altri scienziati. Dopo aver morso Sajani il vampiro fugge dalla Horizon, ma viene catturato da Spider-Man e rinchiuso in una cella del Raft.

### Desiderio di morte
Quando la mente di Peter Parker viene trasferita dal Dottor Octopus nel suo corpo morente, Peter contatta dei super criminali per farsi liberare. Durante l'evasione Morbius gli chiede di liberarlo ma lui rifiuta; i sistemi di sicurezza però si disattivano e Morbius riesce a fuggire comunque.

### Bronswille
Morbius fugge nel quartiere degradato di Bronswille e solo dopo alterne vicende decide di diventarne il protettore creando un super gruppo con Dracula (convertito al bene), Blade, Quincey Harker, Scarlet Witch, Dottor Voodoo e Frankenstein.

### Morbius: God
In questa miniserie mai pubblicata Michael Morbius anziché tramutarsi in vampiro è posseduto da un dio con poteri infiniti. Lui e il dio tendono a fondersi sempre più finché non diventano una cosa sola. Michael riesce ad attivare questi poteri solo se impaurito. Si fa molti nemici tra cui Spider-Man (che vorrebbe i suoi poteri per aggiustare l'universo), Thanos, il Punitore, Kingpin e soprattutto la sua ex fidanzata che ha avuto al posto suo i poteri di Morbius. Alla fine della serie Michael riesce a riplasmare tutta la realtà per poi recarsi nel regno divino da lui creato.

## Altre versioni

### Ultimate Marvel
Di Morbius esiste anche la versione Ultimate, che è un vero vampiro, ma buono, e non vuole un mondo popolato da vampiri. Aiuta l'Uomo Ragno a far guarire dal vampirismo Ben Urich.

### House of M
Nell'universo alternativo creato da Scarlet, Morbius è uno scienziato normale che allo scoppio della guerra umani-mutanti ha lavorato al progetto Super soldato ed ha compiuto esperimenti su Luke Cage.

## Poteri e abilità
Non essendo un vero e proprio vampiro Morbius non possiede tutti i poteri di queste creature ma è comunque dotato di una notevole varietà di abilità sovrumane, alcune delle quali simili a quelle dei vampiri del Marvel Universe. A causa della sua condizione è comunque costretto a ingerire sangue fresco per mantenersi (non è dato sapere il quantitativo preciso); delle vulnerabilità tipiche dei vampiri l'unica che lo danneggia è la luce del sole ma solo perché la sua pelle è estremamente fotosensibile e quindi soggetta a scottature, a differenza dei vampiri veri e propri che invece ne vengono inceneriti: questo significa che può muoversi anche in pieno giorno ma con poteri decisamente ridotti e con la costante necessità di zone d'ombra in cui rifugiarsi.
Tra i poteri vampireschi si possono annoverare la trasformazione, il controllo degli elementi atmosferici e degli animali e la facoltà di ipnotizzare esseri con una forza di volontà minore della sua; nel periodo in cui fu infettato dal demone Bloodthirst aveva anche acquisito la capacità di dilatare o restringere a piacimento il suo corpo. Morbius possiede anche la capacità di levitare sulle correnti di vento e fluttuare per varie distanze: in un numero della serie regolare è stato accennato che questa capacità può essere correlata ad una porzione iper-evoluta del suo cervello causata dalla combinazione della sua malattia con la condizione vampirica. Morbius è in grado di vedere al buio o con gli occhi chiusi, grazie alla sua capacità sonar che funziona come un radar. A questi poteri si aggiungono una forza sovrumana, con cui riesce a sollevare fino a 1 tonnellata senza sforzo, dei sensi molto sviluppati, con cui riesce a reperire facilmente sangue di cui nutrirsi, e un buon fattore rigenerante che gli permette di guarire molto più rapidamente rispetto ad uomo normale: anche se non allo stesso livello di personaggi come Wolverine o Deadpool, Morbius ha dimostrato di poter guarire da ferite multiple da arma da fuoco o da taglio in meno di un'ora e in un'occasione è riuscito a guarire in pochi minuti da gravi ustioni e traumi ossei, anche se ciò lo ha lasciato quasi privo di senno e lo ha costretto a bere moltissimo sangue. Non è inoltre in grado di rigenerare arti recisi o gli organi interni.
La maggior parte delle sue vittime muore o rimane gravemente provata dopo essere stata morsa e non sempre, a differenza dei vampiri soprannaturali, esse diventano vampiri a loro volta: il caso più conosciuto e significativo in cui la mutazione è avvenuta è stato il cacciatore di vampiri Blade (il quale, prima di questo evento, non aveva mai avuto veri e propri poteri di stampo vampiresco). Le cause alla base di queste trasformazioni non sono mai state spiegate con chiarezza, per quanto riguardava gli uomini "normali", mentre nel caso di Blade viene spiegato che il morso di Morbius e i suoi effetti, combinatisi con la fisiologia unica del cacciatore, lo hanno trasformato in un vero e proprio mezzo-vampiro con tutti i punti di forza di un vampiro tradizionale e nessuno dei punti deboli al di fuori della sete di sangue. Il sangue irradiato dell'Uomo Ragno permette al vampirismo di Morbius di placarsi per qualche tempo, di conseguenza dopo aver bevuto tale sangue può passare un certo periodo di tempo senza doversi nutrire. In un'occasione Morbius ha sviluppato un siero composto dal sangue dell'Uomo Ragno con il quale ha potuto tenere a bada il suo vampirismo per brevi periodi di tempo.
Anche prima di aver contratto lo pseudo-vampirismo Michael Morbius possedeva un intelletto geniale ed era un biologo esperto e un biochimico neuroradiologo con un dottorato di ricerca in biochimica vincitore del premio Nobel. Ha inoltre frequentato la scuola medica, dove si è specializzato in ematologia.

## Altri media

Morbius interpretato da Jared Leto nell'omonimo film.

### Cinema
- Compare in un finale alternativo del film Blade (1998): il diurno, dopo aver sconfitto il Diacono Frost, sale su un palazzo e vede Morbius coperto con un lungo cappotto che lo osserva da un edificio distante.
- Il personaggio di Jared Nomak, antagonista principale del film Blade II (2002), presenta alcune analogie con Morbius.
- Nel novembre 2017 la Sony Pictures ha annunciato l'intenzione di realizzare un adattamento cinematografico di Morbius come parte del Sony's Spider-Man Universe.[1] Morbius (2022) vede Jared Leto interpretare Michael Morbius, in cui è il protagonista del film. Per la sua interpretazione Leto ha vinto il Razzie Award al peggior attore protagonista.

### Televisione
- È apparso in alcune puntate nella serie animata Spider-Man - L'Uomo Ragno, prodotta fra il 1994 e il 1998. Qui è un ragazzo fidanzato con Felicia Hardy che, mentre fa esperimenti sul sangue radioattivo di Peter, per vincere un concorso di scienze, a causa di un incidente diventa un vampiro che ha una sete irrefrenabile di plasma. In seguito riuscirà a controllare i suoi istinti vampireschi e si alleerà con i suoi ex nemici Uomo Ragno e Blade, oltre che con la Gatta Nera (in realtà Felicia stessa).
- Appare anche nella serie animata Ultimate Spider-Man dove è uno scienziato al servizio dell'Hydra e diventa un vampiro dopo che il Dottor Octopus gli inietta del siero di pipistrello.

### Videogiochi
- Morbius compare anche come boss in diverse occasioni nel videogioco del film Spider-Man 3.
- Una versione afroamericana e non vampirizzata di Morbius (ribattezzato Morgan Michaels) compare in veste di alleato di Peter Parker nel videogioco Spider-Man.